# Betula maximowicziana
Betula maximowicziana là một loài thực vật có hoa trong họ Betulaceae. Loài này được Regel mô tả khoa học đầu tiên năm 1868.

## Hình ảnh

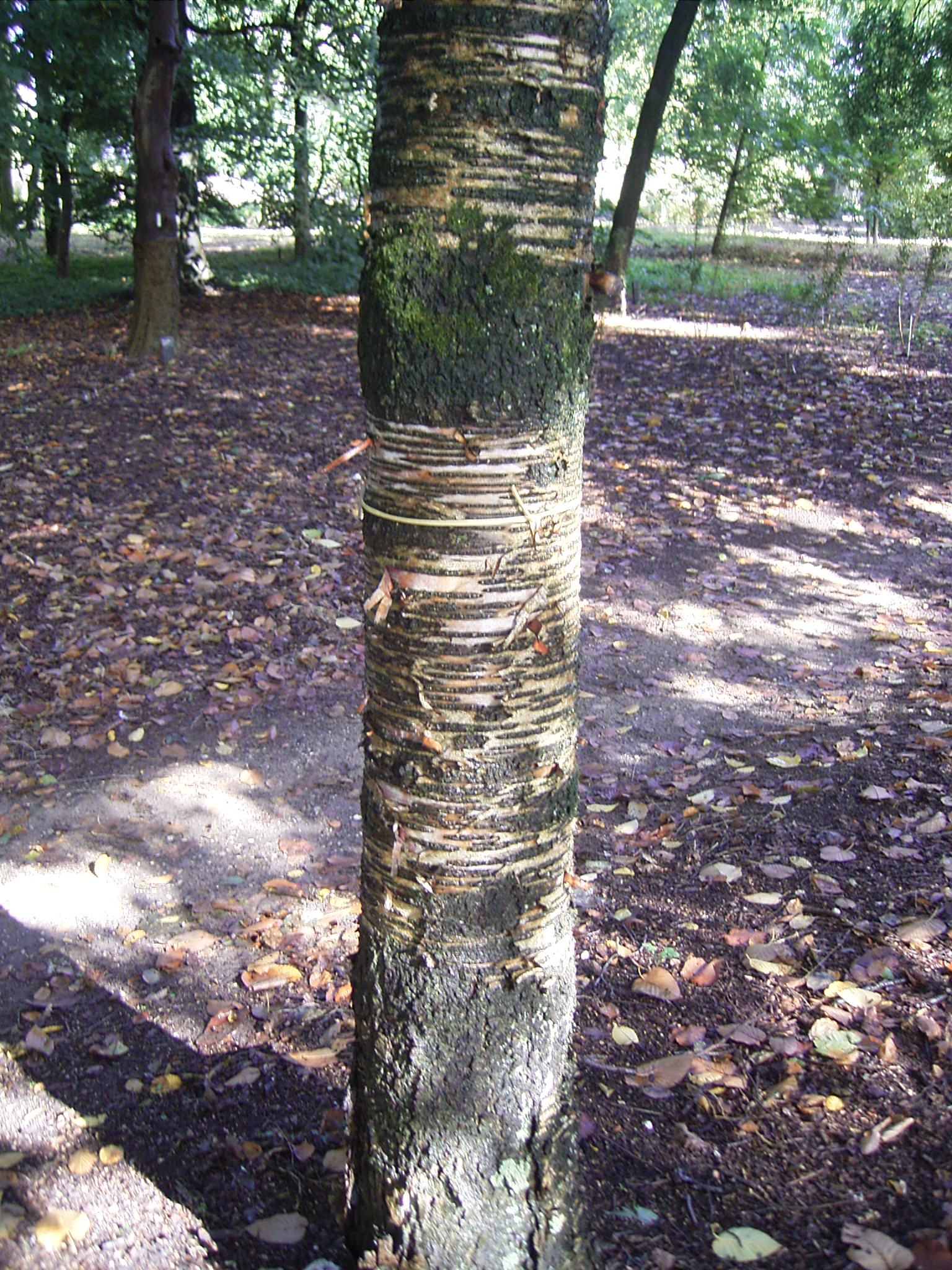
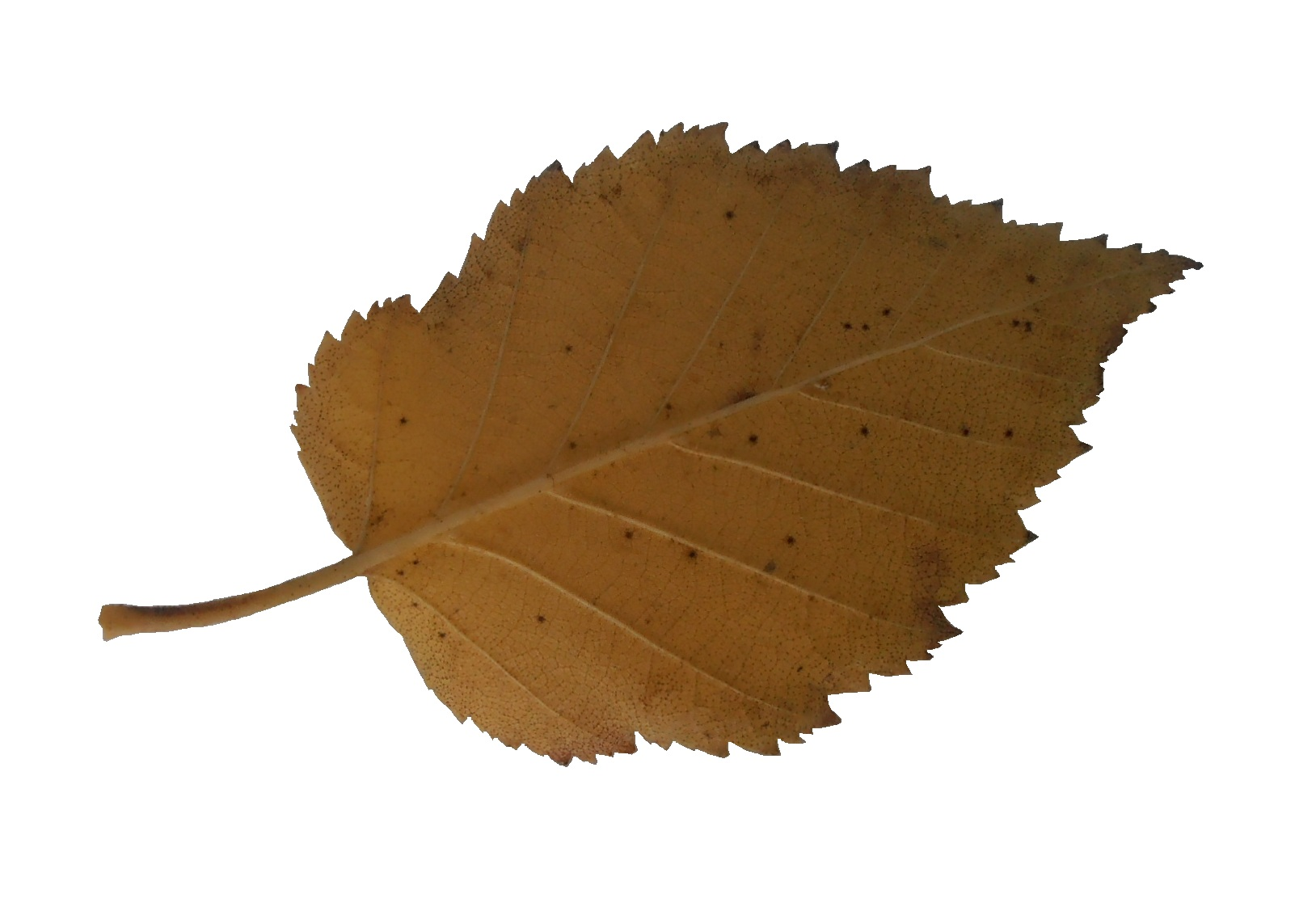
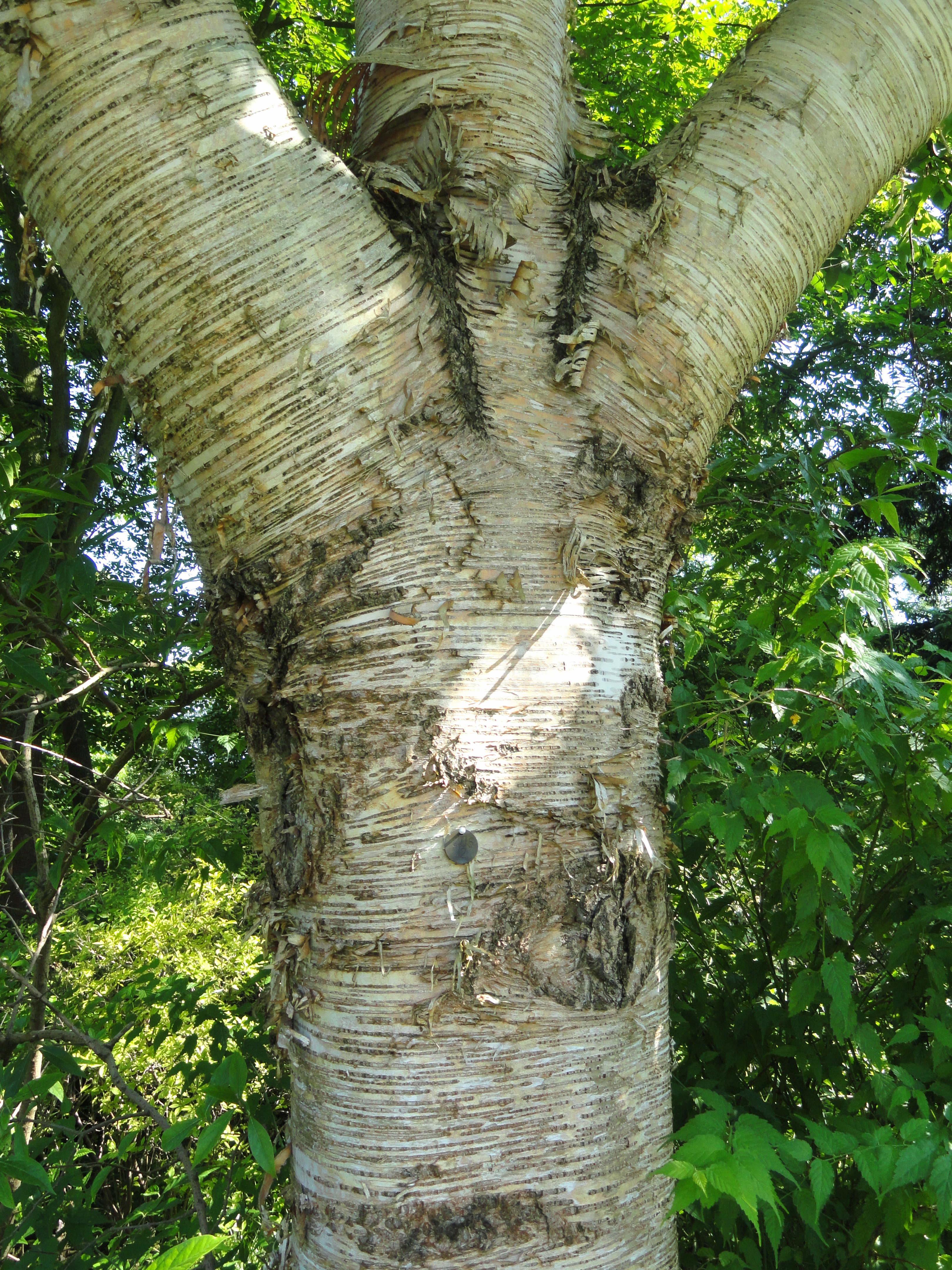
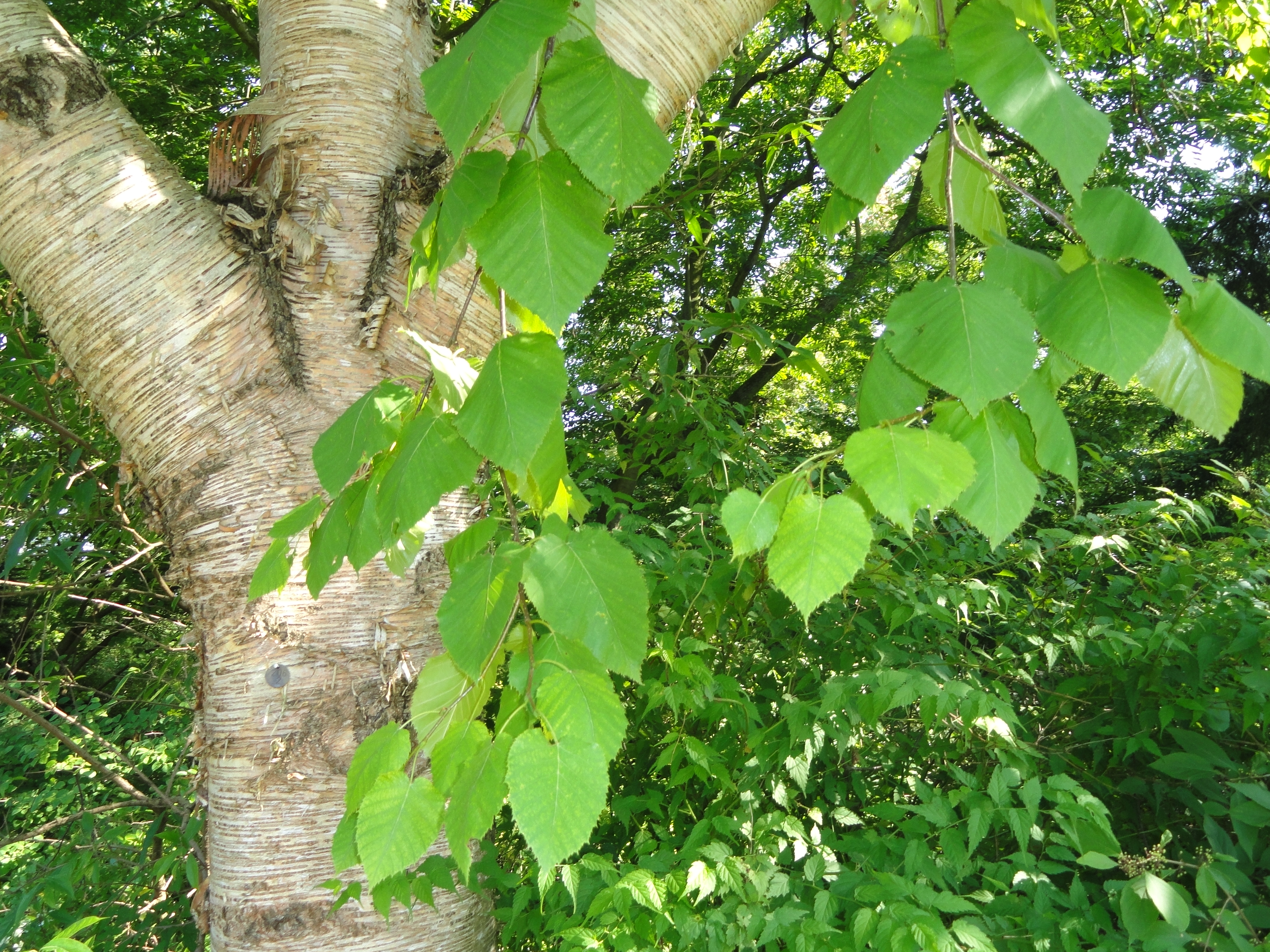